# Pauline Pousse
Pauline Pousse (ur. 17 września 1987) – francuska lekkoatletka specjalizująca się w rzucie dyskiem.
Międzynarodową karierę Francuzka rozpoczęła w 2009 roku, kiedy podczas rozgrywanych w Kownie mistrzostwach Europy do lat 23 zajęła dziesiątą pozycję. Cztery lata później uplasowała się tuż za podium na igrzyskach śródziemnomorskich oraz zdobyła brązowy medal na igrzyskach frankofońskich. W 2016 roku wystartowała w europejskim czempionacie Starego Kontynentu w Amsterdamie oraz na igrzyskach olimpijskich w Rio de Janeiro, gdzie zajęła odpowiednio ósme i trzynaste miejsce (w drugich zawodach odpadła w eliminacjach konkursu olimpijskiego dyskobolek).
Wielokrotna medalistka mistrzostw Francji w różnych kategoriach wiekowych oraz reprezentantka kraju w pucharze Europy w rzutach.
Rekord życiowy: 62,68 (25 czerwca 2016, Angers).

## Osiągnięcia
| Rok  | Impreza                        | Miejsce        | Lokata             | Wynik |
| ---- | ------------------------------ | -------------- | ------------------ | ----- |
| 2009 | Młodzieżowe mistrzostwa Europy | Kowno          | 10. miejsce        | 48,90 |
| 2013 | Igrzyska śródziemnomorskie     | Mersin         | 4. miejsce         | 53,37 |
| 2013 | Igrzyska frankofońskie         | Nicea          | 3. miejsce         | 53,07 |
| 2015 | Zimowy puchar Europy w rzutach | Leiria         | 1. miejsce (gr. B) | 59,80 |
| 2016 | Puchar Europy w rzutach        | Arad           | 2. miejsce         | 58,24 |
| 2016 | Mistrzostwa Europy             | Amsterdam      | 8. miejsce         | 59,62 |
| 2016 | Igrzyska olimpijskie           | Rio de Janeiro | el. – 13. miejsce  | 58,98 |
| 2017 | Puchar Europy w rzutach        | Las Palmas     | 4. miejsce         | 58,57 |